# دانييلي أورساتو
دانيلي أورساتو (بالإيطالية: Daniele Orsato)‏ هو حكم كرة قدم إيطالي من مواليد 23 نوفمبر 1975. حصل على الشارة الدولية من قبل الفيفا في عام 2010. قام بتحكيم مباريات في كأس العالم 2014 وبطولة أمم أوروبا 2012. كما أدار عددا من المبارات ضمن مرحلة المجموعات في دوري أبطال أوروبا 2012–13، 2013–14، و 2014–15.
```
وقاد مباراة افتتاح كاس العالم 2022 بين قطر و الإكوادور
```

## روابط خارجية
- دانييلي أورساتو على موقع IMDb (الإنجليزية)
- دانييلي أورساتو على موقع Soccerway.com (الإنجليزية)
- دانييلي أورساتو على موقع عالم كرة القدم.نت (الإنجليزية)